# 小行星2169
小行星2169（2169 Taiwan），臨時名稱為1964 VP1，位於小行星帶的中心區域，是一顆碳質的阿斯特里德族小行星，直徑約17公里。它於1964年11月9日由中國南京附近的紫金山天文台的天文學家發現。它以台灣命名。

## 軌道和分類
“台灣”是一個由近500顆碳質小行星組成的較小的小行星族，阿斯特里德族的成員。該家族位於最外層的中央主帶，靠近一個將小行星帶分為中央和外部，突出的柯克伍德空隙中，標誌著與木星的5：2的軌道共振:23。
台灣每4年8個月（1,703日）繞太陽公轉一次，距離為2.7-2.9AU。它的軌道離心率為0.05，相對於黃道的軌道傾角為2°。
該天體的觀測弧始於1938年2月在海德堡天文台首次識別為1938 DV1，比它在南京的正式發現觀測早了近27年

## 物理性質
根據泛星計畫的光度測量，在SMASS分類中， 台灣是一顆碳質C-型小行星。

### 自轉週期
在2010年9月，加利福尼亞州帕洛馬瞬變工廠的天文學家在R波段的光度測量觀測中獲得台灣的自轉光變曲線圖。由光變曲線分析給出的自轉週期為7.252小時，亮度變化為0.17 星等（U=2）。

### 直徑和反照率
根據日本的AKARI紅外線太空望遠鏡衛星和美國NASA廣域紅外線巡天探測衛星的NEOWISE任務進行的調查，“臺灣”的直徑在16.52至19.263公里之間，其表面的反照率在0.042至0.085之間。
“協作小行星光變曲線連結”假設碳質小行星的標準反照率為0.057，並根據絕對星等12.94計算出直徑為14.39公里。

## 命名
這顆小行星以台灣島命名。官方命名引文由小行星中心於1980年2月1日發佈（M.P.C.5184）。

## 内部连接
- 台湾
- 小行星列表/2001-3000

## 外部連結
- Asteroid Lightcurve Database (LCDB) （页面存档备份，存于）, query form (info 的存檔，存档日期16 December 2017.)
- Dictionary of Minor Planet Names, Google books
- Asteroids and comets rotation curves, CdR （页面存档备份，存于） – Observatoire de Genève, Raoul Behrend
- Discovery Circumstances: Numbered Minor Planets (1)-(5000) （页面存档备份，存于） – Minor Planet Center
- 小行星2169 at AstDyS-2, Asteroids—Dynamic Site
  - Ephemeris · Observation prediction · Orbital info · Proper elements · Observational info
- NASA JPL小天體瀏覽器上的小行星2169